# District de Didao
Le district de Didao (滴道区 ; pinyin : Dīdào Qū) est une subdivision administrative de la province du Heilongjiang en Chine. Il est placé sous la juridiction de la ville-préfecture de Jixi.